# Cigaritis vixinga
Cigaritis vixinga is een vlinder uit de familie van de Lycaenidae. De wetenschappelijke naam van de soort is voor het eerst gepubliceerd in 1875 door William Chapman Hewitson.

## Verspreiding
De soort komt voor in Thailand, Indonesië (Sumatra) en Borneo.

## Ondersoorten
- Cigaritis vixinga vixinga (Hewitson, 1875) (Sumatra en Borneo)
  - = Spindasis vixinga vixinga (Hewitson, 1875)
- Cigaritis vixinga davidsoni (Talbot, 1936) (Thailand)
  - = Spindasis vixinga davidsoni Talbot, 1936